# Едуард-Дені Бальдюс
Едуард-Дені Бальдюс (фр. Édouard Denis Baldus; 1813, Грюнебах, Пруссія — 1889, Аркей, Франція) — французький пейзажний, архітектурний та залізничний фотограф.

## Біографія

### Ранні роки
Народився в Пруссії. У 1832 році приїхав в Париж.

### Кар'єра
Спершу займався живописом. У 1841–1851 роках виставляв свої роботи в Салоні. З винаходом фотографії, в кінці 1840-х років зайнявся спеціально нею. У 1851 був в числі засновників «геліографічного товариства» («Société héliographique»). Перші фотографії Бальдюса датуються 1851 роком. Це серія з п'яти знімків, створених за завданням урядової Історичної комісії зі збереження пам'яток архітектури Франції. Ці фотографії Бальдюс зняв в декількох регіонах та історичних областях: Бургундії, Дофіне, Провансі, в районі Ліона і Ланґедоку.
Результати його роботи були настільки гарними, що він отримав державну підтримку для створення циклу фотографій історичних місць Парижа та інших міст, названого Villes de France Photographiées.
У серпні 1855 року отримав від барона Дж. де Ротшільда, глави залізничного підприємства Compagnie des chemins de fer du Nord, замовлення на серію фотографій з видами місць, розташованих на залізничній лінії Париж—Булонь-сюр-Мер. Результатом цієї роботи став розкішно виданий альбом з 50 фотографій, подарований британській королеві Вікторії.
У 1855–1857 роках Бальдюс працював з архітектором Гектором Лефюелем (Lefuel), що провадив роботи з реконструкції Лувру. В ході робіт здійснив фотодокументацію всіх елементів, якими була прикрашена нова частина Лувру. Ці фотографії також були зібрані в багатотомний фотоальбом.
У червні 1856 року Бальдюс зняв безпрецедентну в історії фотосерію руйнувань, викликаних повенями в Ліоні, Авіньйоні і Тарасконі.
За свої заслуги перед Францією в 1856 році отримав французьке громадянство. В кінці 1850-х років Бальдюс успішно продовжив фотографування пам'яток Парижа та інших французьких міст, виконавши в 1860 році серію фотографій на південному сході країни і навколо Альп. У роботах використовував працю багатьох помічників, його фотографії успішно продавалися у великих містах Європи.
Бальдюс багато експериментував. Він першим став застосовувати спосіб покриття желатиною фотопаперу, призначеного для відтворення знимків.
З його фотографічних робіт і колекцій відрізняються:
- «Le monuments remarquables du midi de la France, reproduits par la photographie, sur l'ordre du ministre de l'intèrieur» (Париж, 1852)
- «Collection de vues de monuments» (1854, знята за розпорядженням міністра і містить 1208 кліше)
- «Recueil d'ornements, d'après les maîtres les plus cèlèbres des XV, XVI і XVII siècles», відтворений геліографічна
- «Palais du Louvre et de Tuileries" (1875)
- «Principaux Monuments de la France» і ін.

На Всесвітній виставці 1865 року був нагороджений медаллю 1-го ступеня, а ще раніше — Орденом Почесного легіону (1860).
Активна діяльність в царині фотографії, однак, не принесла Бальдюсу фінансового процвітання. У 1887 він оголосив про своє банкрутство. Помер два роки по тому, на околиці Парижа. Похований на місцевому кладовищі.
В даний час значна частина його фоторобіт і негативів знаходиться в музеї д'Орсе, а також в різних музеях США, Канади та Франції.

### Смерть
Помер у 1889 році у місті Аркей, Франція.

## Галерея

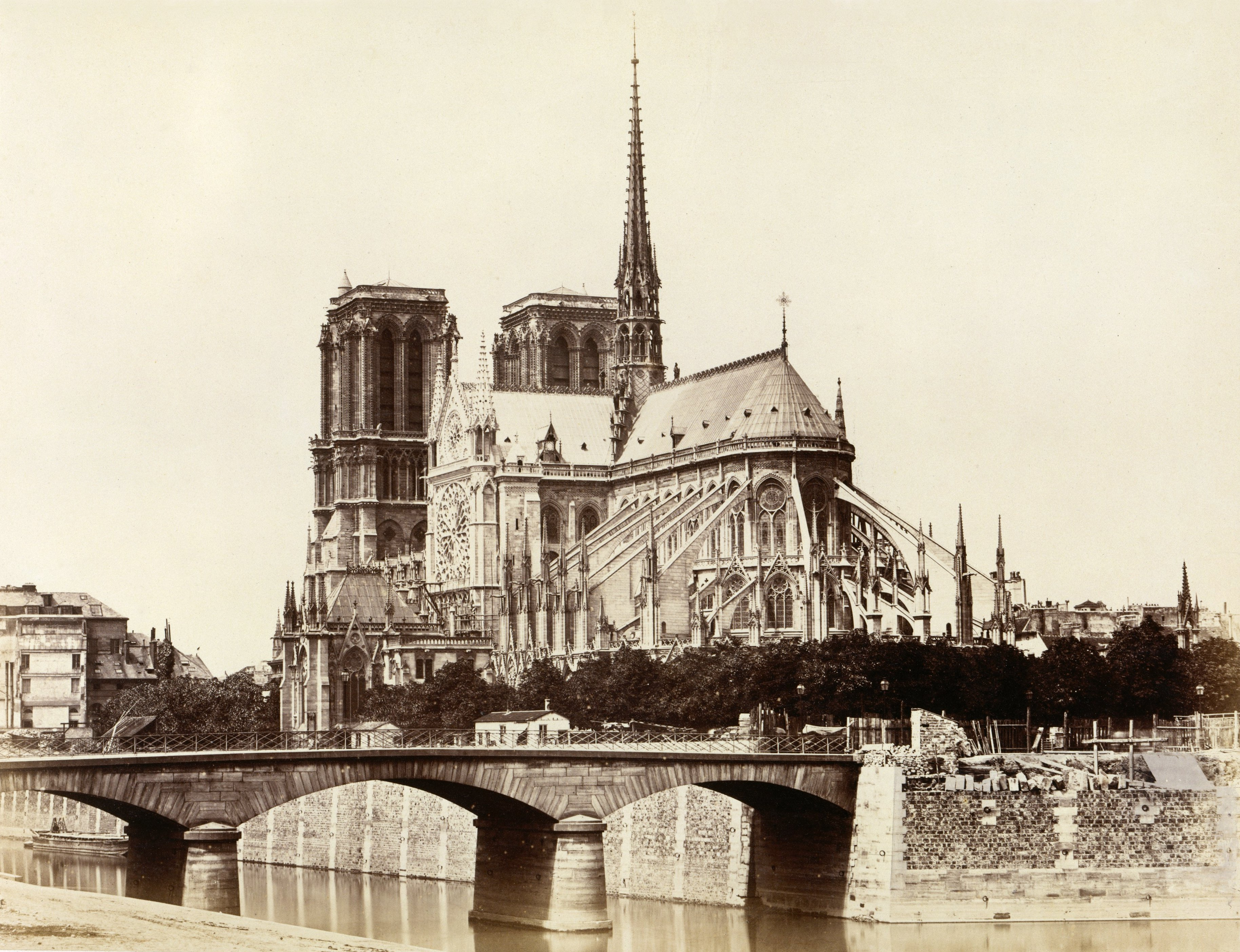
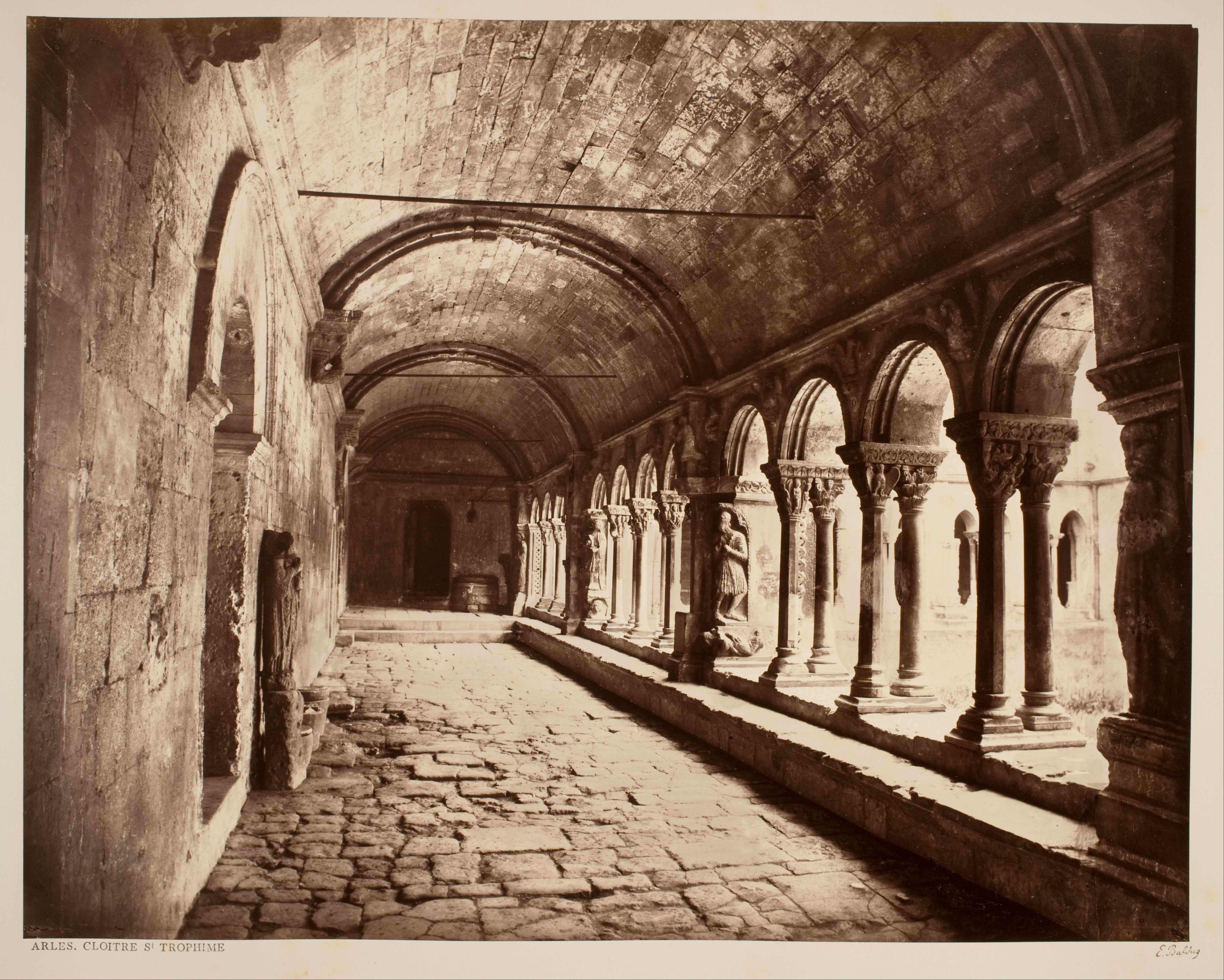
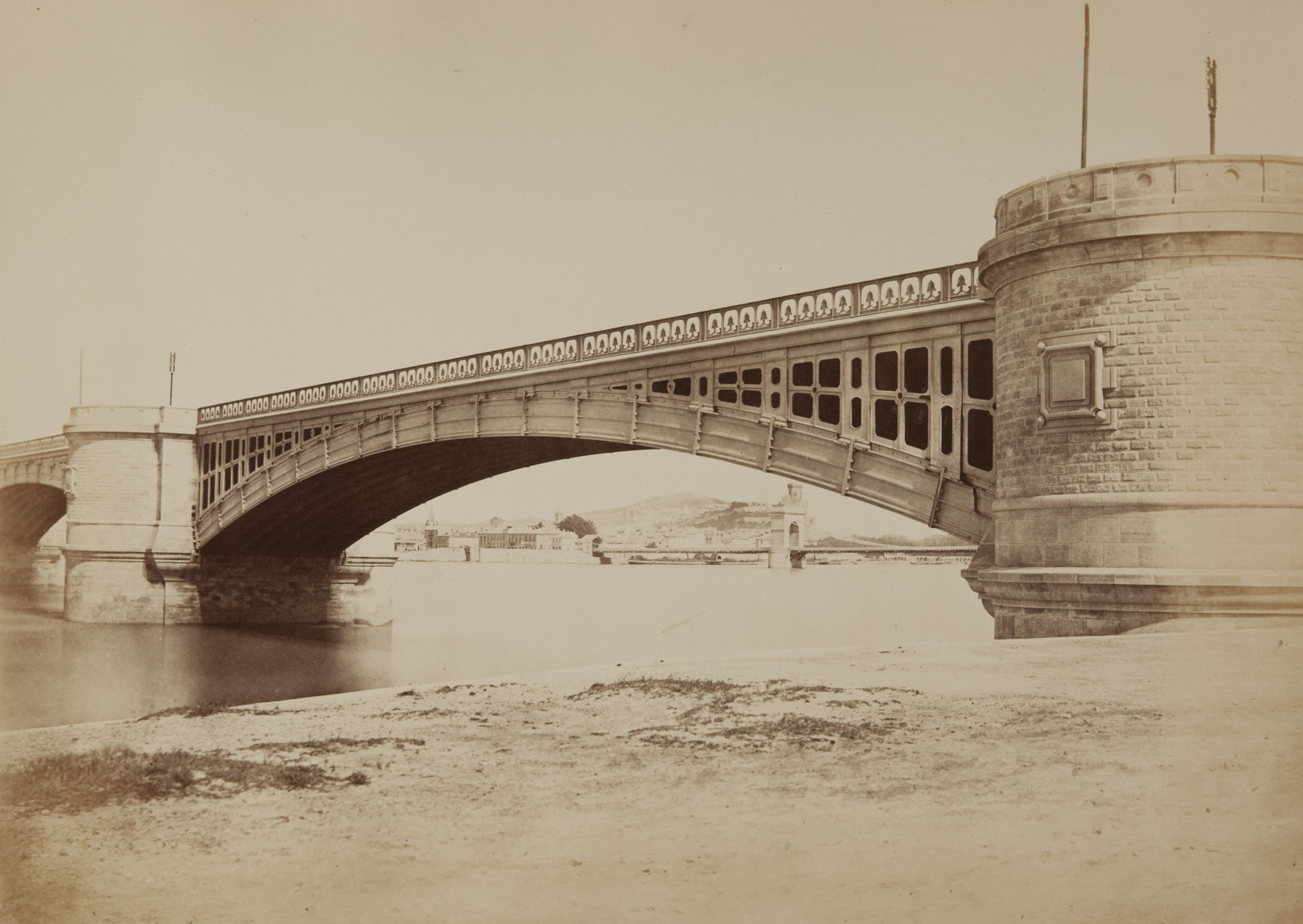
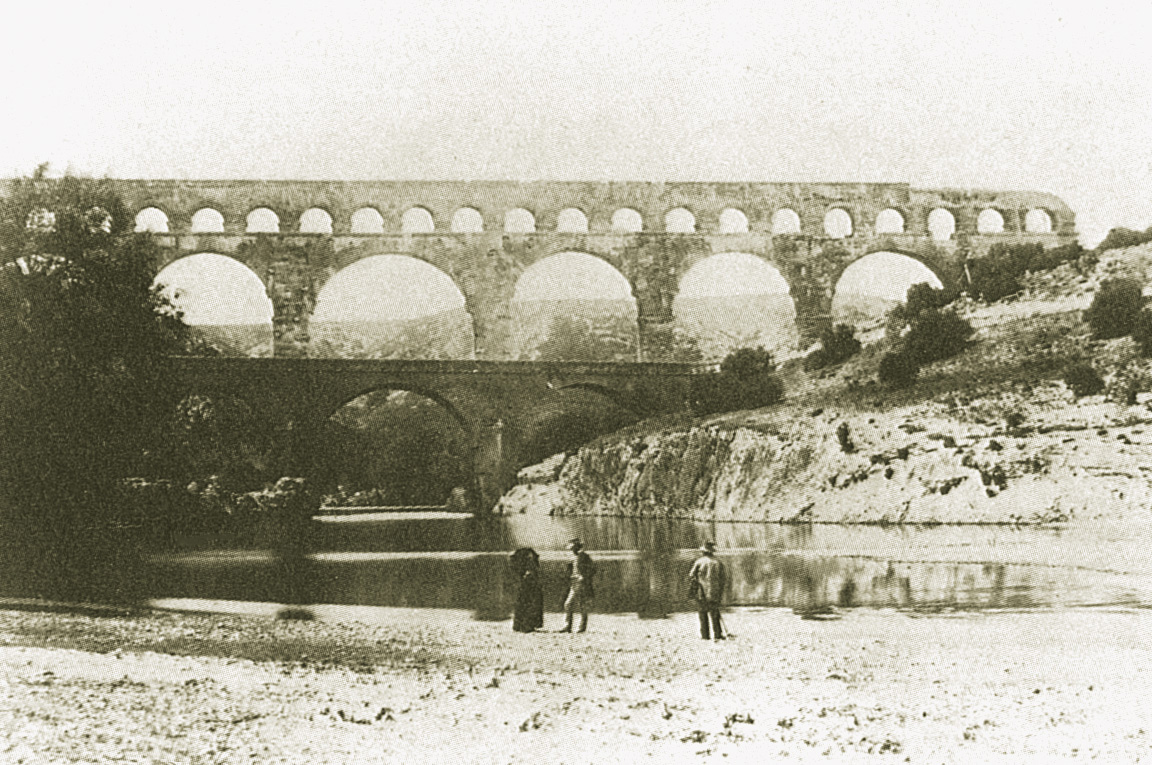
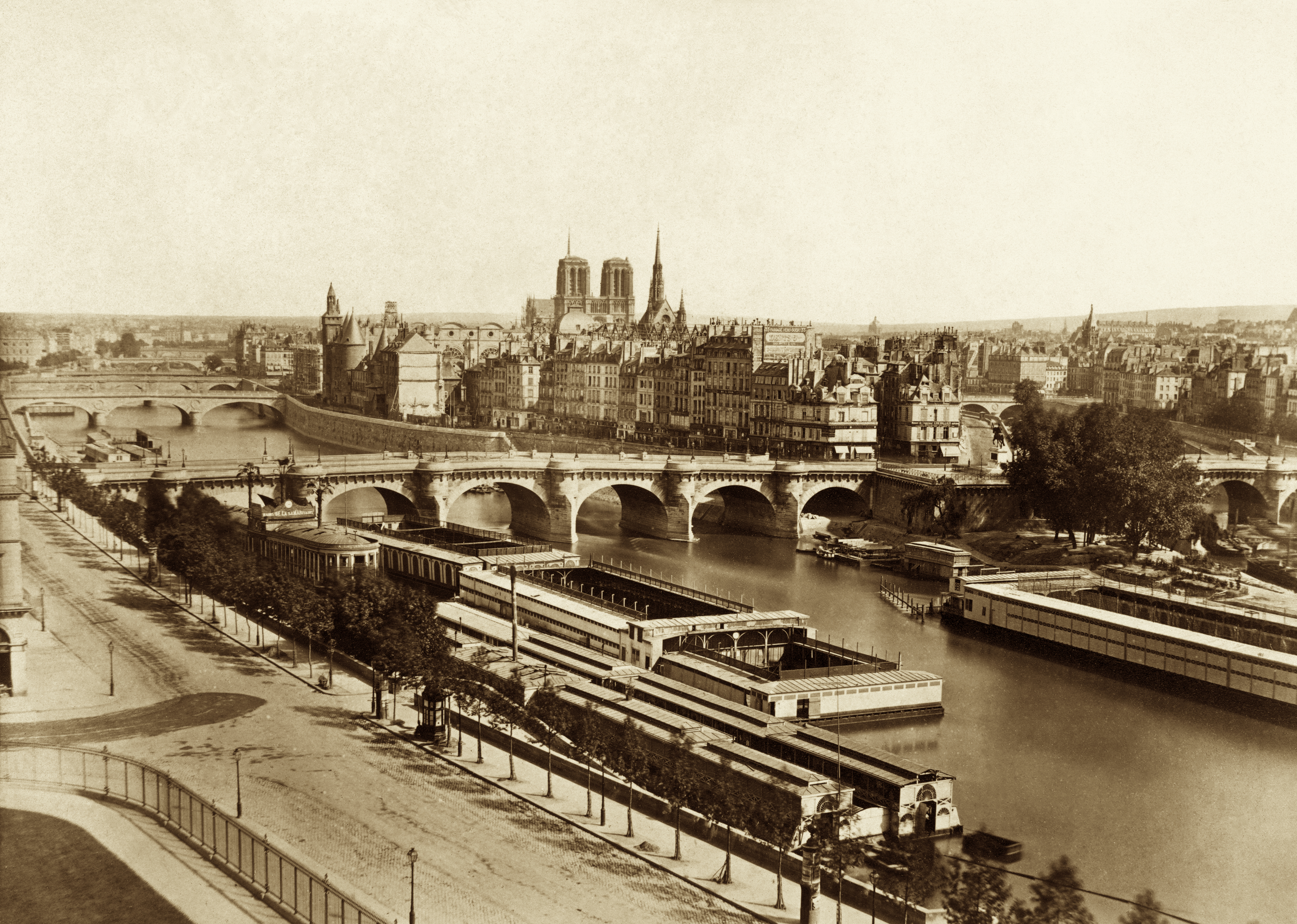
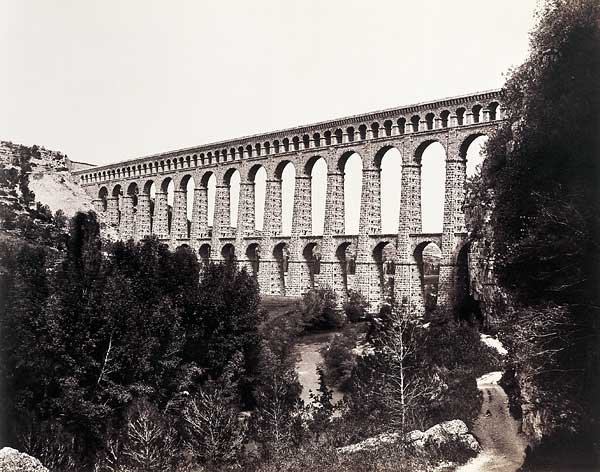
Viaduc de Roquefavour, біля 1861
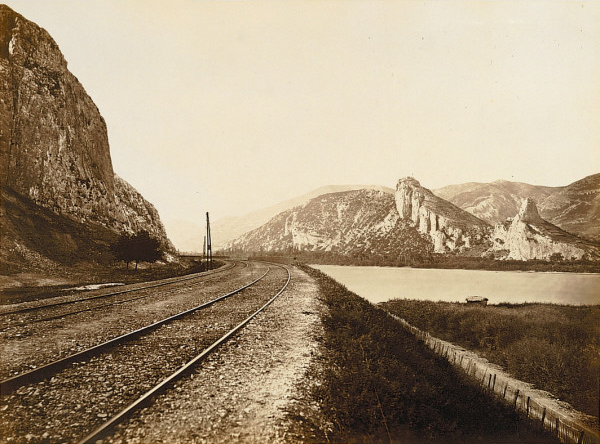
Donzère. З альбому для компанії Compagnie des chemins de fer du Nord), біля 1861
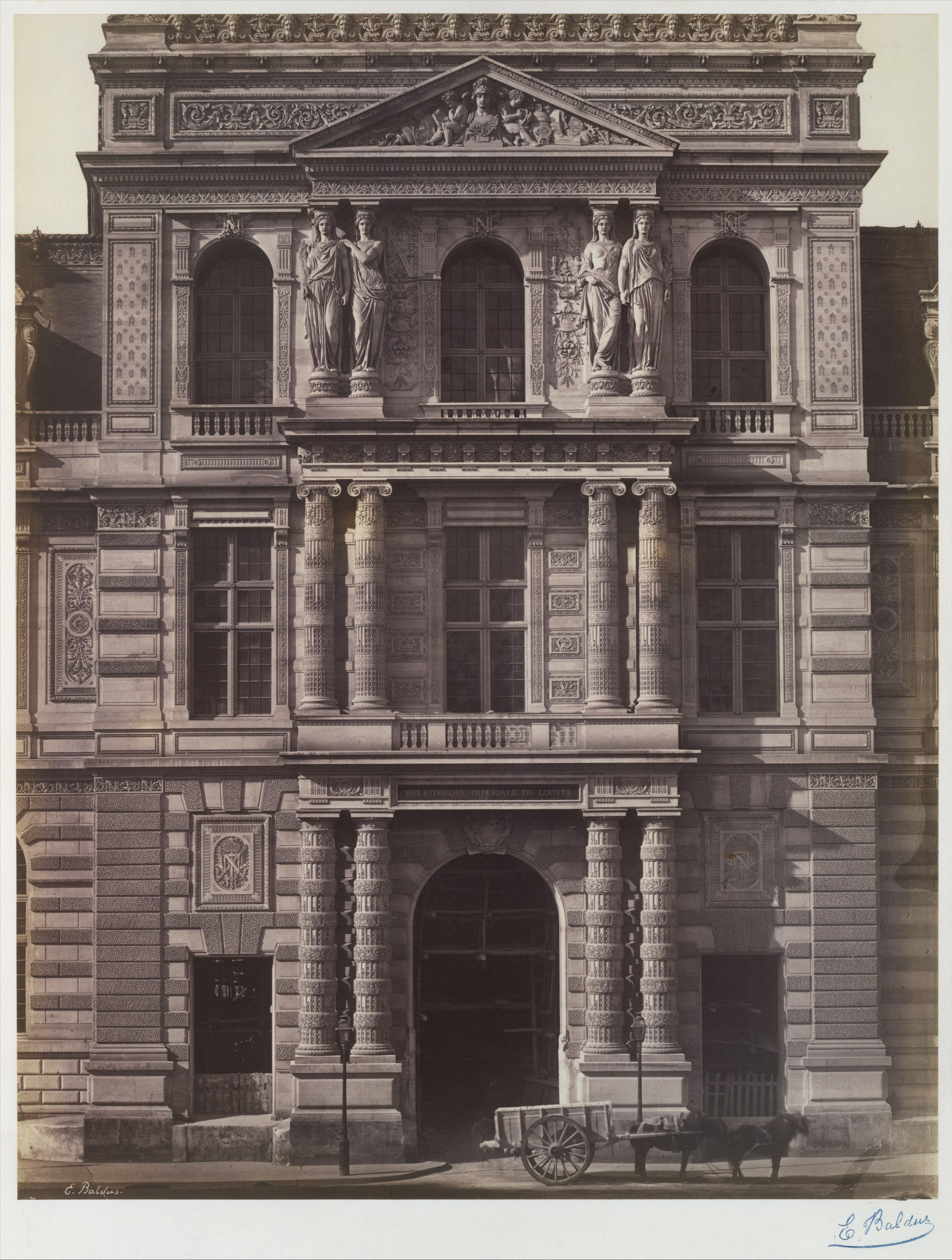
Лувр. Імперська бібліотека, 1856—1857